# The Harry Lime Theme
The Harry Lime Theme är en instrumental melodi skriven och framförd av Anton Karas på cittra i filmen Den tredje mannen från 1949.

## Bakgrund

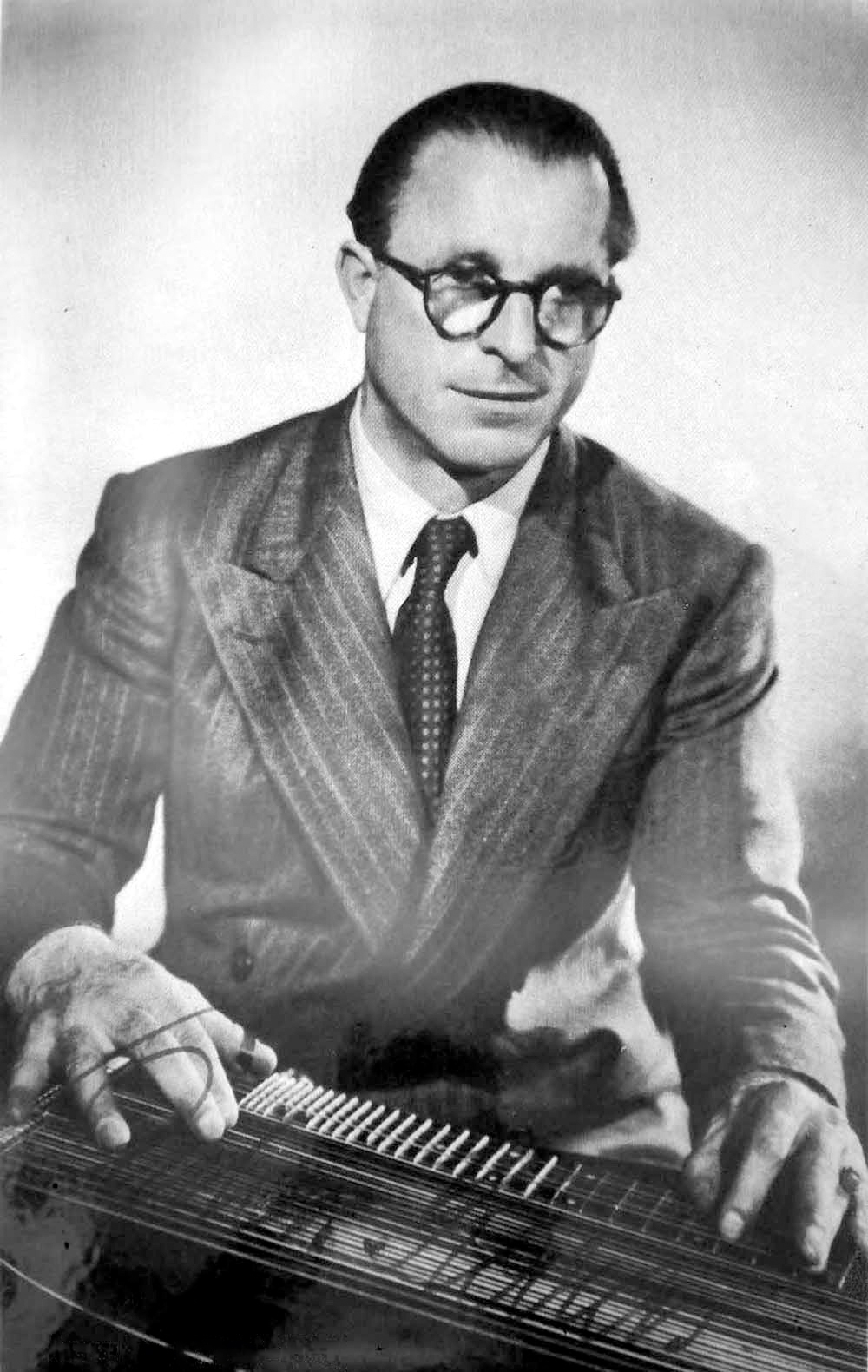
Anton Karas

Den tredje mannen är en brittisk film noir från 1949 i regi av Carol Reed. Inspelningen i Wien pågick mellan 22 oktober 1948 och 11 december samma år. En kväll efter en lång inspelningsdag åt Reed och skådespelarna Joseph Cotten, Alida Valli och Orson Welles middag och drog sig tillbaka till en vinkällare. I bistron, som behållit atmosfären från förkrigstiden, hörde de cittramusik spelad av Anton Karas, en 40-årig musiker som spelade där bara för dricksens skull. Det märkligt abrupta, metalliska ljudet från stränginstrumentet uttryckte perfekt den vemodiga, melankoliska stämningen i filmen. Reed insåg genast att det var den musiken han ville ha till sin film. Karas talade bara tyska, vilket ingen i Reeds sällskap talade, men andra kunder översatte Reeds erbjudande till musikern att han skulle komponera och framföra soundtracket till Den tredje mannen. Karas var motvillig eftersom det innebar att han var tvungen att resa till England, men han tackade till slut ja och studerade en bok om cittramusik, från vilken han bearbetade delar till sin komposition. Karas skrev och spelade in 40 minuter musik som hörs i Den tredje mannen under en sexveckorsperiod, efter att hela filmen översatts för honom på Shepperton Studios. Han fick en veckolön på 30 pund, 20 pund i fickpengar och ersättning för utgifter. Filmmusiken skapades på Alexander Kordas London Film Studios, där Karas, som alltid hade hemlängtan, arbetade med sin första komposition i upp till 14 timmar om dagen i 12 veckor. Ljudinspelningarna för filmmusiken ägde rum fram till augusti 1949, och den 25 augusti 1949 såg medproducenten David O. Selznick filmen för första gången.
Kompositionen som blev känd som "The Harry Lime Theme" eller "The Third Man Theme" hade länge funnits i Karas repertoar, men han hade inte spelat den på 15 år. "När du spelar på ett kafé är det ingen som stannar upp för att lyssna", sade Karas. "Den här låten tar mycket på fingrarna. Jag föredrar att spela 'Wien, Wien', sånt man kan spela hela natten samtidigt som man äter korv." Enligt författaren och kritikern Rudi Blush är melodin identisk med huvudtemat i "Rags to Burn", ett ragtimepianostycke som tillskrivs Frank X. McFadden och publicerades i Kansas City, Missouri 1899.
Betydelsen av "The Harry Lime Theme" i filmen utvecklades gradvis under klippningen. Carol Reed föreställde sig ursprungligen att Karas musik skulle integreras med ett orkesterpartitur. Filmens klippare Oswald Hafenrichter lyckades till slut övertyga Reed att väva in Karas oackompanjerade tema genom hela filmen. "The Harry Lime Theme" är så framträdande att bilden av dess framförande på cittrans vibrerande strängar utgör bakgrunden till filmens huvudtitelsekvens.

## Publicering och framgång
Hela soundtrackalbumet var klart för utgivning när Den tredje mannen kom ut, men det fanns inte mycket intresse för det. Istället fokuserade skivbolagen på det slagkraftiga huvudtemat och släppte den som singel. Mer än en halv miljon exemplar av "The Harry Lime Theme"-skivan såldes inom några veckor efter filmens premiär. Låten släpptes ursprungligen i Storbritannien 1949. Efter att ha släppts i USA 1950 tillbringade den 11 veckor som nummer ett på Billboards amerikanska Best Sellers in Stores-lista, från 29 april till 8 juli. Framgången ledde till en trend att släppa ledmotiv till film som singlar. En gitarrversion av Guy Lombardo sålde också starkt. Fyra andra versioner listades i USA under 1950. Enligt Faber and Faber har de olika versionerna av temat tillsammans sålts i uppskattningsvis fyrtio miljoner exemplar.
Anton Karas cittrabaserade version, som är ett utdrag ur filmens soundtrack, släpptes av Decca 1949 över hela Europa med olika katalognummer. Det var en 10-tums 78-varvssingel med "The Harry Lime theme" på A-sidan och "The Cafe Mozart Waltz" på B-sidan. Detta blev den vanligaste versionen som hördes av europeiska lyssnare. 
- Decca F.9235 (Storbritannien), Decca NF.9235 (Tyskland)
- Decca M.32760 (Nederländerna)
- Decca 671 (Italien)

Karas framförde också "The Harry Lime Theme" och annan cittramusik för radioserien The Adventures of Harry Lime 1951–1952, en prequel till Den tredje mannen som producerades i London. Orson Welles repriserade sin roll som Harry Lime. "Närhelst han gick in på en restaurang under dessa år brukade bandet spela Anton Karas "The Harry Lime Theme", skrev Welles levnadstecknare Joseph McBride.
Gaston Claret (musik) och Pierre Bayle (text) stämde Karas i mars 1950, eftersom de ansåg att melodin motsvarade deras publicerade komposition Si petite (inspelad den 8 juli 1932) av Lucienne Boyer. Den 28 april 1950 prövade skiljedomstolen i Paris målet och avvisade yrkandet som ogrundat.

## Versioner
- Den gitarrbaserade versionen framförd av Guy Lombardo och "His Royal Canadians" spelades in den 9 december 1949 och släpptes i USA av Decca med katalognummer Decca 24839 (1950). Det var en 78 rpm 10 tums singel som hade "The 3rd Man theme" på A-sidan och "The Cafe Mozart Waltz" på B-sidan (och släpptes senare som en 45 rpm 7-tums singel). Detta var den version som var mest bekant för amerikanska lyssnare. Den fortsatte i tryck in på 1980-talet.
- En annan gitarrbaserad version spelades in av Chet Atkins på hans album "Stringin' Along with Chet Atkins" från 1955.
- Den svenske gitarristen Nils Larsson spelade in melodin i Stockholm den 17 november 1949 som "Banjo-Lasse" med Thorstein Sjögrens orkester. Den släpptes på 78-varvsskivan HMV X 7567.
- Telefunken släppte en singel av Anton Karas version för den västtyska marknaden [Telefunken A-10-856] 1950. Den återutgavs som en 7-tums singel i 45-varvsformat [U-45-856] 1957.
- 1950 släppte skivbolaget London Records (en underavdelning till Decca UK) Anton Karas version i både en 10-tums 78-varvssingel [London 536] och en 7-tums 45-varvssingel [London 30005].
- Komikern Victor Borge spelade in en cover på temat på piano på sitt album Caught in the Act från 1955.
- Russ Conway spelade in en Honky tonk-pianoversion av "The Harry Lime theme" med Geoff Love och hans orkester för Columbia Records 1958. Den släpptes som en 7-tums 45-varvs singel [Columbia 45-DB 4060] med "The Lantern Slide" på B-sidan.
- Berl Olswanger och Berl Olswanger Orchestra tog med sin version på albumet Berl Olswanger Orchestra with the Olswanger Beat (1964)
- Herb Alpert & The Tijuana Brass spelade in en latinsk go-go-version av stycket arrangerat för bleckblåsinstrument på sitt album !! Going Places!! (1965) för A&M Records. Låten nådde topplaceringen #47 på Billboards Hot 100 1965.
- För deras BBC-special It's The Beatles mixade The Beatles en bit av låten till en oavsiktligt instrumental version av "From Me To You" efter att mikrofonerna hade gått sönder och låten hade utvecklats till en humorversion med glimten i ögat. Sex år senare spelade de in ytterligare en improviserad version under en jamsession 1969, men ingen av versionerna har någonsin dykt upp på något av deras officiella album.
- The Band spelade den på Moondog Matinee (1973) [Capitol 93592], ett album med låtcovers. Record World skrev att "grabbarna i The Band visar upp sin instrumentala dygdighet på denna pigga men ändå mjuka låt". [12]
- The Shadows spelade in en version på sin dubbel-LP Hits Right Up Your Street (1981) för Polydor Records. Låten steg till plats 44 på den brittiska singellistan i maj 1981. [13]
- En oidentifierad instrumentalist spelade låten i en barscen i actionfilmen xXx från 2002.
- Martin Carthy på sitt album, Waiting for Angels, Topic TSCD527.
- Andy Samberg och Akiva Schaffers komedigrupp The Lonely Island använde en sampling av ledmotivet på låten "Stork Patrol".[15]
- Temat användes för titelsekvensen i TV-serien Ebert Presents: At the Movies.
- George Carlin använde "The Harry Lime Theme" för att demonstrera "Hawaiian Nose Hummimg" i sin "Class Clown" från 1972.
- Michael "Bully" Herbig använde temat i en nyckelscen i sin westernfilmparodi The Shoe of Manitu.